# Claudio Bettini
Claudio Bettini (Roma, 6 agosto 1940 – Roma, 15 novembre 1997) è stato uno storico dell'arte italiano, pioniere dell'attuale modello di conservazione delle tombe dipinte della Necropoli dei Monterozzi.

## Biografia
Agli inizi tecnico di laboratorio presso l'Istituto di Microbiologia dell'Università Cattolica del Sacro Cuore, dal 1967 lavora come preparatore biologo presso l'Istituto superiore per la conservazione ed il restauro occupandosi di controllo di licheni alghe e muschi nelle tombe etrusche, lavori sperimentali di sistemi di pulitura su substrati lapidei effettuati con detergenti a Ph neutro (Litio7) e successivi trattamenti biocidi con Litio 3, indagine relativa alla carica microbica dei dipinti murali della cappella degli Scrovegni a Padova, indagini sugli inquinanti fungini dei dipinti murali nella cappella degli Scrovegni a Padova, alterazioni dei dipinti murali esposti all'aperto ed ai fattori microbiologici in collaborazione con il CNR di Roma fino al 1977.
Partecipa all'indagine sullo stato di conservazione e sulle tecniche pittoriche degli ipogei dipinti della necropoli di Veio in particolare sulle alterazioni microbiologiche dei materiali lapidei e sui problemi microbiologici dei dipinti di varie tombe etrusche presso la necropoli di Veio in collaborazione con Clelia Giacobini
Nel 1974 consegue la laurea in materie letterarie presso l'Università di Roma La Sapienza, specializzandosi poi in storia dell'arte medievale e moderna; nel 1978-1986 è anche Ispettore Storico dell'Arte presso il Museo nazionale d'arte orientale Giuseppe Tucci a Roma.

### Gli anni a Villa Giulia e la nomina di Direttore Storico dell'Arte
Nel 1987 è Direttore storico dell'arte presso la Soprintendenza Archeologica dell'Etruria Meridionale al Museo nazionale etrusco di Villa Giulia per i lavori di manutenzione e restauro di complessi pittorici , in particolare il Ninfeo di Villa Giulia e il Grottone di Villa Giulia, ma la sua opera principale, fu quella di ottenere la tutela e la fruizione totale di tutte le tombe dipinte etrusche ancora oggi visitabili situate nella Necropoli dei Monterozzi le quali nel 1986 Massimo Pallottino ne auspicava la chiusura. Le soluzioni di Claudio Bettini, giudicate scientificamente corrette, hanno consentito la conservazione e la fruizione del pubblico agli ipogei affrescati.
Infatti nell'Aprile 1986 in un'intervista a Claudio Bettini e Massimo Pallottino pubblicata sul mensile "Gente" veniva paventata da quest'ultimo l'ipotesi della chiusura totale al pubblico del sito Archeologico come era già stato fatto in Francia e in Spagna per le grotte preistoriche dipinte. In quel periodo solo quattro tombe su ventuno erano visitabili. Nello stesso articolo Claudio Bettini enuncia in anteprima la soluzione sperimentale delle porte termiche che ancora oggi consente di visitare le tombe dipinte salvaguardando il patrimonio.

## Il Restauro innovativo del Ninfeo di Villa Giulia
Successivamente al restauro eseguito negli anni ottanta dall'allora sovrintendente Paola Palagatti, nell'aprile 1989, Bettini diede vita ad un'operazione di restauro definitiva che esulava dalle tecniche definite banali utilizzate fino ad allora.
Infatti il ninfeo si presentava come una sintesi decadente di ogni tipo di intervento precedente, coloriture inappropriate e deteriorate, tracce di umidità in atto ed efflorescenze di vario tipo, lapidi malandate, intonaci guasti e stucchi in cattivo stato di manutenzione.
Previe indagini di laboratorio, e, sulla base dei risultati emersi anche dalle osservazioni di cantiere, fece svolgere il lavoro secondo una nuova serie di fasi:
- Consolidamento degli intonaci mediante iniezioni di malta idraulica speciale e primer
- Ripristino delle funzionalità delle trabeazioni mediante pulitura e trattamento alghicida/lichenicida, integrando le lacune con malta reoplastica
- Tinteggiatura delle partiture architettoniche con tinte a calce e terre naturali addizionate con resina acrilica[8].

## La conservazione delle Tombe etrusche di Tarquinia nel decennio 1987-1997
Nell'ultimo decennio della sua vita, si dedica esclusivamente alle moderne tecniche di conservazione per permettere definitivamente la fruizione dei visitatori alla necropoli etrusca di Tarquinia interessata da gravi problemi di conservazione dei dipinti delle tombe
Fino ad allora per permettere il salvataggio "in extremis" di tombe di eccezionale importanza, era utilizzata la tecnica del distacco indispensabile per gli elevati tassi di umidità delle tombe di Tarquinia, che consisteva nell'asportazione ed il riposizionamento totale dei dipinti dalle tombe all'interno dei musei; oggi questa soluzione viene utilizzata esclusivamente in casi eccezionali.
Dopo il 1970 si affrontò lo studio delle cause di deperimento delle pitture e dei mezzi per prevenire o almeno rallentarne gli effetti.
Fu così accertato che le cause di deterioramento sono dovute essenzialmente alle variazioni termoigrometriche che si verificano all'interno della tomba dal momento in cui viene visitata dal pubblico, queste variazioni di umidità e temperatura scaturiscono fenomeni fisici o chimico-biologici che danneggiano le pitture.
Così oltre alle operazioni di restauro svolte dal suo gruppo veniva diretta un'azione di manutenzione conservativa tramite una serie di interventi sistematici consistenti in:
- Diserbo chimico selettivo per controllare la vegetazione infestante gravitante all'esterno delle tombe dipinte;
- Disinfestazione con prodotti sia con prodotti abbattenti sia residuali per l'eliminazione della microfauna stagionale
- Disinfezione con prodotti fungicidi, battericidi e alghicidi per la devitalizzazione di microrganismi biodeteriogeni.
- Schedatura consistente in sistematici controlli su ciascuna tomba nell'ottica conservativa della prevenzione da eventuali fonti di degrado[12].
- sostituzione del vecchio impianto d'illuminazione con corpi illuminanti a luce fredda[13].
- installando transenne protettive per evitare il contatto diretto visitatore-ambiente
- predisponendo la visita delle tombe secondo una ragionevole rotazione, in modo da riadattarsi alle condizioni termo igrometriche originarie[14].

### Le porte termiche della Necropoli Etrusca di Tarquinia
Tuttavia nel 1988-89 riscontratosi che le difese attuate risultavano insufficienti a garantire la sicurezza conservativa, e che per via della problematiche sovraesposte soltanto 4 tombe su 21 erano visitabili, progettò, in via sperimentale, di procedere alla chiusura ermetica delle tombe realizzando dei prototipi di barriere trasparenti all'ingresso della camera funeraria.
Aveva constatato e provato, che la presenza dei visitatori non produceva un aumento dell'umidità dell'ambiente, di per sé prossimo alla saturazione, ma una sua riduzione, in quanto la quantità di vapore assorbito dagli indumenti risulta superiore a quella emessa dalle persone stesse. Tale riduzione comportava una nuova immissione di vapore da parte delle pareti ed un trasporto di sali in superficie, che essiccandosi ed aumentando di volume, contribuivano al degrado pittorico.
Dopo attente verifiche e controlli protrattisi per circa due anni, finalmente in collaborazione con il laboratorio di fisica del CNR Centro Cause di Deperimento e Conservazione delle Opere d'Arte di Roma, si privilegiò il sistema passivo chiudendo la camera funeraria con porte vetrate opportunamente attrezzate con filamenti termici per evitare fenomeni di condensa, le quali permettono una buona visione dell'interno della tomba e, isolandola, consentono di mantenere inalterate le condizioni microclimatiche evitando qualsiasi azione di deperimento fisica o meccanica. Il sistema adottato è tuttora costituito da una porta trasparente e autosbrinante che consente di contenere le alterazioni giornaliere, in tal modo si è ridotta notevolmente la velocità di degrado delle pitture murarie.
(Adele Cecchini, Le Tombe dipinte di Tarquinia, 2012)

## La Tomba Claudio Bettini

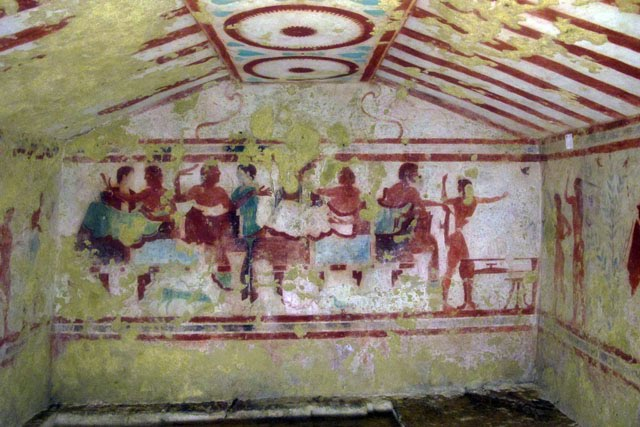
Tomba Claudio Bettini ex 5513 nella Necropoli di Tarquinia Timpano e affresco frontale

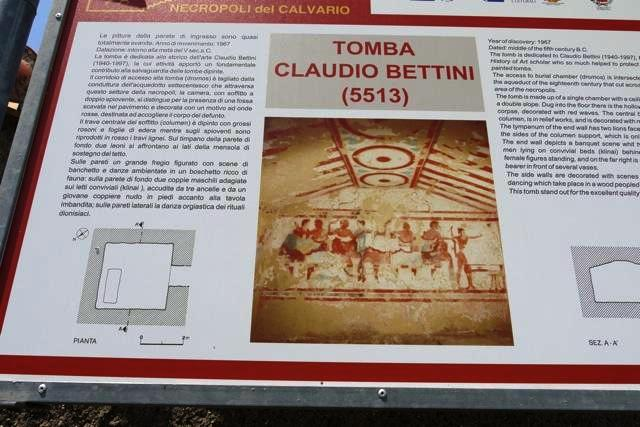
Cartello esplicativo della Tomba Claudio Bettini ex 5513 nella Necropoli di Tarquinia

A10 anni dalla sua morte la Soprintendenza Archeologica per l'Etruria Meridionale gli dedica a titolo onorifico per il contributo alla salvaguardia delle tombe dipinte nella necropoli di Tarquinia la tomba n.5513 oggi Tomba Claudio Bettini.
La camera, con soffitto a doppio spiovente, si distingue per la presenza di una fossa scavata nel pavimento e decorata con un motivo ad onde rosse, destinata ad accogliere il corpo del defunto.
La trave centrale del soffitto (columen) è dipinto con grossi rosoni e foglie di edera mentre sugli spioventi viene riprodotto il rosso delle travi lignee. Sul timpano della parete di fondo due leoni si affrontano ai lati della mensola di sostegno del tetto. Sulle pareti un grande fregio figurato con scene di banchetto e danze ambientate in un boschetto ricco di fauna: sulla parete di fondo due coppie maschili adagiate sui letti conviviali (Klinai), accudite da tre ancellette e da un giovane coppiere nudo in piedi accanto alla tavola imbandita; sulle pareti laterali la danza orgiastica dei rituali dionisiaci.
La tomba, subì un intervento di restauro nel 1991 da parte della ditta PARS, successivamente, nel 2008, venne interessata da un nuovo intervento dai restauratori F. Adamo e A. Cecchini per revisione delle lacune e pulitura del pavimento e della cassa dipinta in seguito ad allagamento.

## Opere
- C. Bettini - A. Villa, Il problema della vegetazione infestante nelle aree archeologiche International Symposium Bologna 1975
- C. Bettini et Alii, Gli ipogei dipinti di Veio: indagini sullo stato di conservazione e le tecniche pittoriche Roma 1977.
- C. Bettini - Spiazzi - Vittori - Accardo tudi sullo stato di conservazione della Cappella degli Scrovegni in Padova. - Roma: Istituto poligrafico e zecca dello Stato, stampa 1982
- C. Bettini I restauri sulle tombe dipinte di Tarquinia: aspetti metodologici e primi risultati in Etruria meridionale conoscenza conservazione e fruizioneViterbo 1985
- C. Bettini Osservazioni tecniche sul restauro delle tombe dipinte, in Etruschi di Tarquinia1986
- C. Bettini La pittura Tarquiniese problematiche conservative e metodologie di interventoTarquinia 1986
- C. Bettini - G. Agarossi - R. Ferrari - M. Monte, Fenomeni di biodeterioramento in ambienti ipogei dipinti: esperienze sul controllo di alcune specie microbiche, in Atti 2° Conferenza Internazionale sulle prove non distruttive Perugia 1988
- C. Bettini 1979-1989: dieci anni di restauri, immagini e colori delle tombe dipinte studi di archeologia vol 6 pp. 187–192 Roma 1982
- C. Bettini - S. Massa Preservation problems: visitors and deterioration on the painted Etruscan TombAtti del convegno Science and Technology and European Cultural Heritage Bologna 1989
- C. Bettini; L. Bonadonna; Giuseppe Carruba; Clelia Giacobini; Antonietta Maria Scioti, Un'indagine relativa alla carica microbica dei dipinti murali, in: Bollettino d'arte (Serie Speciale 1982). Giotto a Padova. Studi sulla conservazione della Cappella degli Scrovegni in Padova, pag. 221 e seg., Roma, Istituto Poligrafico e Zecca dello Stato, 1982.
- Claudio Bettini, Alvaro Cinquanta, Vegetazione e monumenti: esigenze e metodologie nel controllo delle infestanti ruderali, Viterbo, Union Printing, 1990.
- Claudio Bettini e Maria Cataldi (a cura di), Pitture etrusche tarquiniesi: la sala delle tombe dipinte nel Museo archeologico nazionale di Tarquinia, Novara, De Agostini, 1994, ISBN 88-415-2014-0.
- Claudio Bettini; Giuseppe Maffei, Problematiche e sistemi di controllo della vegetazione infestante nelle aree archeologiche in  Anna Gallina Zevi et al., Monumenti e vegetazione : quale possibilità di convivenza?, Roma, Istituto Poligrafico e Zecca dello Stato, 1996.